# Remo nos Jogos Olímpicos de Verão de 2016 - Skiff simples masculino
As provas de skiff simples masculino nos Jogos Olímpicos de 2016 decorreram entre 6 e 13 de agosto na Lagoa Rodrigo de Freitas, Rio de Janeiro.

## Formato da competição
As competições de remo desenrolaram-se em formato de rondas, dependendo de quantas embarcações estavam inscritas. Cada regata teve um máximo de seis embarcações participantes, desenrolando-se ao longo de 2000 metros. No skiff simples masculino existiram 32 participantes, pelo que começou com uma fase de qualificatórias onde os três melhores de cada uma se qualificaram diretamente às quartas de final. Os restantes disputaram a ronda de repescagem, onde os dois primeiros de cada regata se qualificaram para as quartas de final. Aqui, as três melhores embarcações de cada regata qualificaram-se para as semifinais A/B, e daqui as três melhores de cada regata seguiram para a final A (discussão das medalhas), com as restantes a disputarem a final B (7º ao 12º lugar).
Os eliminados nas quartas de final foram para as semifinais C/D. Num formato igual às semifinais A/B, os melhores competiram na final C (13º ao 18º lugar) e os restantes na final D (19º ao 24º lugar). O mesmo se aplicou às semifinais E/F (a final E decidiu do 25º ao 30º lugar, a final F as restantes posições).

## Calendário
Os horários são pelo fuso de Brasília (UTC−3).
| Data                       | Hora  | Ronda            |
| -------------------------- | ----- | ---------------- |
| Sábado, 6 de agosto        | 08:30 | Qualificatórias  |
| Segunda-feira, 8 de agosto | 09:30 | Repescagem       |
| Terça-feira, 9 de agosto   | 08:30 | Quartas de final |
| Terça-feira, 9 de agosto   | 12:10 | Semifinais E/F   |
| Sexta-feira, 12 de agosto  | 08:30 | Final F          |
| Sexta-feira, 12 de agosto  | 08:50 | Final E          |
| Sexta-feira, 12 de agosto  | 09:50 | Semifinais A/B   |
| Sexta-feira, 12 de agosto  | 12:40 | Semifinais C/D   |
| Sábado, 13 de agosto       | 09:30 | Final D          |
| Sábado, 13 de agosto       | 09:50 | Final C          |
| Sábado, 13 de agosto       | 10:10 | Final B          |
| Sábado, 13 de agosto       | 10:32 | Final A          |

## Medalhistas
O neozelandês Mahé Drysdale foi campeão olímpico ao photo finish na final contra o croata Damir Martin. O terceiro lugar e bronze foram ganhos por Ondřej Synek, da República Checa.
| Ouro   | NZL Mahé Drysdale |
| Prata  | CRO Damir Martin  |
| Bronze | CZE Ondřej Synek  |

## Resultados
Estes foram os resultados de todas as fases:

### Qualificatórias
Os primeiros três de cada qualificatória qualificaram-se para as quartas de final. Os outros seguiram para a repescagem.

#### Qualificatória 1

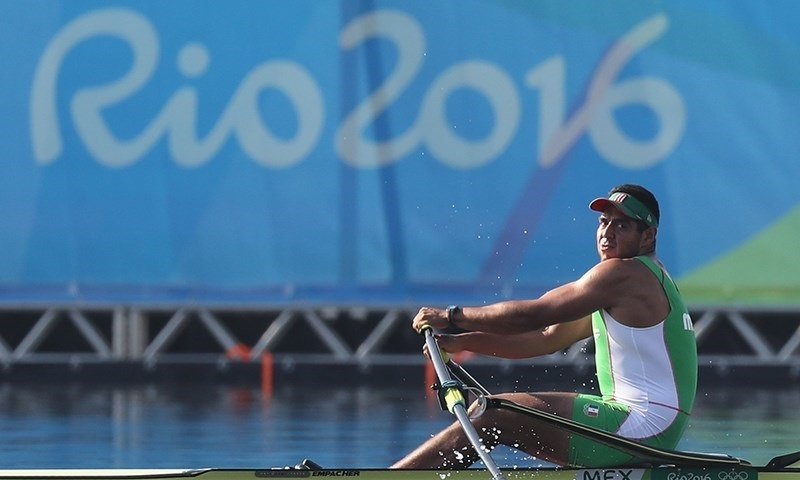
Juan Carlos Cabrera, do México, durante a primeira qualificatória.

| Pos. | Remador              | País          | Tempo   | Notas |
| ---- | -------------------- | ------------- | ------- | ----- |
| 1    | Ángel Fournier       | CUB Cuba      | 7:06.89 | QF    |
| 2    | Juan Carlos Cabrera  | MEX México    | 7:08.27 | QF    |
| 3    | Dattu Baban Bhokanal | IND Índia     | 7:21.67 | QF    |
| 4    | Jaruwat Saensuk      | THA Tailândia | 7:25.06 | R     |
| 5    | Armandas Kelmelis    | LTU Lituânia  | 7:34.59 | R     |
| 6    | Luigi Teilemb        | VAN Vanuatu   | 8:00.42 | R     |

#### Qualificatória 2
| Pos. | Remador                   | País              | Tempo   | Notas |
| ---- | ------------------------- | ----------------- | ------- | ----- |
| 1    | Mahé Drysdale             | NZL Nova Zelândia | 7:04.45 | QF    |
| 2    | Bendegúz Pétervári-Molnár | HUN Hungria       | 7:12.86 | QF    |
| 3    | Jhonatan Esquivel         | URU Uruguai       | 7:16.08 | QF    |
| 4    | Renzo León García         | PER Peru          | 7:21.04 | R     |
| 5    | Mohammed Jasim Al-Khafaji | IRQ Iraque        | 7:25.04 | R     |
| 6    | Jakson Vicent Monasterio  | VEN Venezuela     | 7:28.36 | R     |

#### Qualificatória 3
| Pos. | Remador                  | País            | Tempo   | Notas |
| ---- | ------------------------ | --------------- | ------- | ----- |
| 1    | Hannes Obreno            | BEL Bélgica     | 7:09.06 | QF    |
| 2    | Natan Węgrzycki-Szymczyk | POL Polônia     | 7:12.43 | QF    |
| 3    | Brian Rosso              | ARG Argentina   | 7:22.69 | QF    |
| 4    | Shakhboz Kholmirzayev    | UZB Uzbequistão | 7:25.03 | R     |
| 5    | Al-Hussein Gambour       | LBA Líbia       | 7:43.85 | R     |

#### Qualificatória 4
| Pos. | Remador                  | País              | Tempo   | Notas |
| ---- | ------------------------ | ----------------- | ------- | ----- |
| 1    | Alan Campbell            | GBR Grã-Bretanha  | 7:08.31 | QF    |
| 2    | Stanislau Shcharbachenia | BLR Bielorrússia  | 7:11.49 | QF    |
| 3    | Memo                     | INA Indonésia     | 7:14.17 | QF    |
| 4    | Kim Dong-yong            | KOR Coreia do Sul | 7:20.85 | R     |
| 5    | Andrew Peebles           | ZIM Zimbabwe      | 7:25.39 | R     |

#### Qualificatória 5
| Pos. | Remador             | País                | Tempo   | Notas |
| ---- | ------------------- | ------------------- | ------- | ----- |
| 1    | Ondřej Synek        | CZE República Checa | 7:21.90 | QF    |
| 2    | Rhys Grant          | AUS Austrália       | 7:28.83 | QF    |
| 3    | Arturo Rivarola     | PAR Paraguai        | 7:29.23 | QF    |
| 4    | Sid Ali Boudina     | ALG Argélia         | 7:45.90 | R     |
| 5    | Bryan Sola Zambrano | ECU Equador         | 7:48.77 | R     |

#### Qualificatória 6

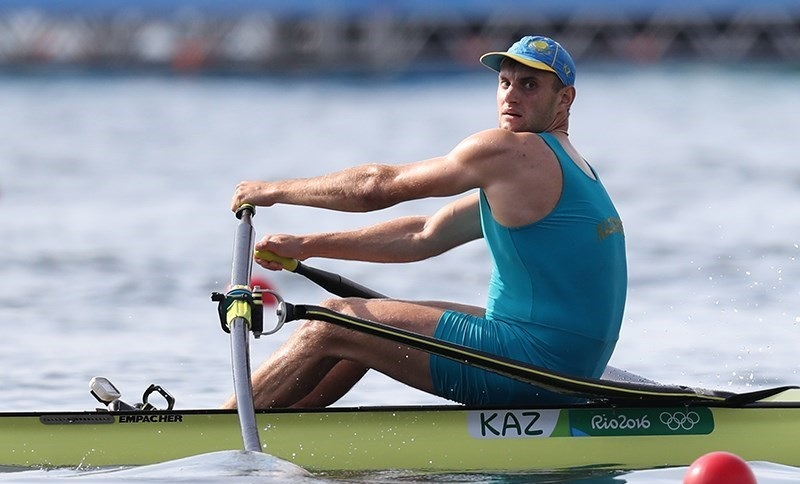
O cazaque Vladislav Yakovlev durante a disputa da prova.

| Pos. | Remador              | País            | Tempo   | Notas |
| ---- | -------------------- | --------------- | ------- | ----- |
| 1    | Nils Jakob Hoff      | NOR Noruega     | 7:17.47 | QF    |
| 2    | Damir Martin         | CRO Croácia     | 7:23.08 | QF    |
| 3    | Abdelkhalek El-Banna | EGY Egito       | 7:34.05 | QF    |
| 4    | Mohamed Taieb        | TUN Tunísia     | 7:37.95 | R     |
| 5    | Vladislav Yakovlev   | KAZ Cazaquistão | 7:38.65 | R     |

### Repescagem
Os primeiros dois qualificaram-se para as quartas de final.

#### Repescagem 1
| Pos. | Remador            | País            | Tempo    | Notas |
| ---- | ------------------ | --------------- | -------- | ----- |
| 1    | Sid Ali Boudina    | ALG Argélia     | 7:20.84  | QF    |
| 2    | Renzo León García  | PER Peru        | 7:25.55  | QF    |
| 3    | Luigi Teilemb      | VAN Vanuatu     | 7:34.12  | SE/F  |
| 4    | Al-Hussein Gambour | LBA Líbia       | 7:45.09  | SE/F  |
| 5    | Vladislav Yakovlev | KAZ Cazaquistão | 12:04.17 | SE/F  |

#### Repescagem 2
| Pos. | Remador                   | País              | Tempo   | Notas |
| ---- | ------------------------- | ----------------- | ------- | ----- |
| 1    | Kim Dong-yong             | KOR Coreia do Sul | 7:12.96 | QF    |
| 2    | Mohammed Jasim Al-Khafaji | IRQ Iraque        | 7:14.38 | QF    |
| 3    | Jaruwat Saensuk           | THA Tailândia     | 7:16.39 | SE/F  |
| 4    | Bryan Sola Zambrano       | ECU Equador       | 7:28.30 | SE/F  |

#### Repescagem 3
| Pos. | Remador                  | País            | Tempo   | Notas |
| ---- | ------------------------ | --------------- | ------- | ----- |
| 1    | Armandas Kelmelis        | LTU Lituânia    | 7:13.36 | QF    |
| 2    | Shakhboz Kholmirzayev    | UZB Uzbequistão | 7:14.58 | QF    |
| 3    | Andrew Peebles           | ZIM Zimbabwe    | 7:17.19 | SE/F  |
| 4    | Mohamed Taieb            | TUN Tunísia     | 7:27.18 | SE/F  |
| 5    | Jakson Vicent Monasterio | VEN Venezuela   | 7:28.67 | SE/F  |

### Quartas de final
Os primeiros três de cada qualificatória qualificaram-se para as semifinais A/B. Os restantes seguiram para as semifinais C/D.

#### Quartas de final 1
| Pos. | Remador               | País              | Tempo   | Notas |
| ---- | --------------------- | ----------------- | ------- | ----- |
| 1    | Ángel Fournier        | CUB Cuba          | 6:51.89 | SA/B  |
| 2    | Rhys Grant            | AUS Austrália     | 6:55.14 | SA/B  |
| 3    | Nils Jakob Hoff       | NOR Noruega       | 6:57.94 | SA/B  |
| 4    | Memo                  | INA Indonésia     | 6:59.76 | SC/D  |
| 5    | Kim Dong-yong         | KOR Coreia do Sul | 7:05.69 | SC/D  |
| 6    | Shakhboz Kholmirzayev | UZB Uzbequistão   | 7:09.99 | SC/D  |

#### Quartas de final 2
| Pos. | Remador                  | País                | Tempo   | Notas |
| ---- | ------------------------ | ------------------- | ------- | ----- |
| 1    | Mahé Drysdale            | NZL Nova Zelândia   | 6:46.51 | SA/B  |
| 2    | Ondřej Synek             | CZE República Checa | 6:50.51 | SA/B  |
| 3    | Stanislau Shcharbachenia | BLR Bielorrússia    | 6:55.19 | SA/B  |
| 4    | Brian Rosso              | ARG Argentina       | 7:03.23 | SC/D  |
| 5    | Armandas Kelmelis        | LTU Lituânia        | 7:04.67 | SC/D  |
| 6    | Renzo León García        | PER Peru            | 7:30.91 | SC/D  |

#### Quartas de final 3
| Pos. | Remador                   | País         | Tempo   | Notas |
| ---- | ------------------------- | ------------ | ------- | ----- |
| 1    | Hannes Obreno             | BEL Bélgica  | 6:48.90 | SA/B  |
| 2    | Juan Carlos Cabrera       | MEX México   | 6:50.04 | SA/B  |
| 3    | Abdelkhalek El-Banna      | EGY Egito    | 6:50.82 | SA/B  |
| 4    | Bendegúz Pétervári-Molnár | HUN Hungria  | 6:52.80 | SC/D  |
| 5    | Sid Ali Boudina           | ALG Argélia  | 7:13.59 | SC/D  |
| 6    | Arturo Rivarola           | PAR Paraguai | 7:17.12 | SC/D  |

#### Quartas de final 4
| Pos. | Remador                   | País             | Tempo   | Notas |
| ---- | ------------------------- | ---------------- | ------- | ----- |
| 1    | Damir Martin              | CRO Croácia      | 6:44.44 | SA/B  |
| 2    | Alan Campbell             | GBR Grã-Bretanha | 6:49.41 | SA/B  |
| 3    | Natan Węgrzycki-Szymczyk  | POL Polônia      | 6:53.52 | SA/B  |
| 4    | Dattu Baban Bhokanal      | IND Índia        | 6:59.89 | SC/D  |
| 5    | Jhonatan Esquivel         | URU Uruguai      | 7:40.27 | SC/D  |
| 6    | Mohammed Jasim Al-Khafaji | IRQ Iraque       | 8:29.76 | SC/D  |

### Semifinais A/B
Os primeiros três de cada qualificatória ficaram apurados para a final "A".

#### Semifinal A/B 1
| Pos. | Remador              | País                | Tempo   | Notas |
| ---- | -------------------- | ------------------- | ------- | ----- |
| 1    | Ondřej Synek         | CZE República Checa | 6:58.56 | FA    |
| 2    | Damir Martin         | CRO Croácia         | 6:59.43 | FA    |
| 3    | Ángel Fournier       | CUB Cuba            | 7:02.65 | FA    |
| 4    | Juan Carlos Cabrera  | MEX México          | 7:03.68 | FB    |
| 5    | Abdelkhalek El-Banna | EGY Egito           | 7:13.55 | FB    |
| 6    | Nils Jakob Hoff      | NOR Noruega         | 7:39.12 | FB    |

#### Semifinal A/B 2
| Pos. | Remador                  | País              | Tempo   | Notas |
| ---- | ------------------------ | ----------------- | ------- | ----- |
| 1    | Mahé Drysdale            | NZL Nova Zelândia | 7:03.70 | FA    |
| 2    | Stanislau Shcharbachenia | BLR Bielorrússia  | 7:06.69 | FA    |
| 3    | Hannes Obreno            | BEL Bélgica       | 7:06.76 | FA    |
| 4    | Alan Campbell            | GBR Grã-Bretanha  | 7:09.54 | FB    |
| 5    | Rhys Grant               | AUS Austrália     | 7:14.68 | FB    |
| 6    | Natan Węgrzycki-Szymczyk | POL Polônia       | 7:15.61 | FB    |

### Semifinais C/D
Os três primeiros de cada qualificatória qualificaram-se para a final "C".

#### Semifinal C/D 1
| Pos. | Remador               | País            | Tempo   | Notas |
| ---- | --------------------- | --------------- | ------- | ----- |
| 1    | Jhonatan Esquivel     | URU Uruguai     | 7:22.98 | FC    |
| 2    | Brian Rosso           | ARG Argentina   | 7:24.65 | FC    |
| 3    | Memo                  | INA Indonésia   | 7:25.60 | FC    |
| 4    | Shakhboz Kholmirzayev | UZB Uzbequistão | 7:26.04 | FD    |
| 5    | Sid Ali Boudina       | ALG Argélia     | 7:37.19 | FD    |
| 6    | Arturo Rivarola       | PAR Paraguai    | 7:41.43 | FD    |

#### Semifinal C/D 2
| Pos. | Remador                   | País              | Tempo   | Notas |
| ---- | ------------------------- | ----------------- | ------- | ----- |
| 1    | Bendegúz Pétervári-Molnár | HUN Hungria       | 7:18.88 | FC    |
| 2    | Dattu Baban Bhokanal      | IND Índia         | 7:19.02 | FC    |
| 3    | Kim Dong-yong             | KOR Coreia do Sul | 7:20.10 | FC    |
| 4    | Armandas Kelmelis         | LTU Lituânia      | 7:20.72 | FD    |
| 5    | Renzo León García         | PER Peru          | 7:37.34 | FD    |
| 6    | Mohammed Jasim Al-Khafaji | IRQ Iraque        | 7:48.31 | FD    |

### Semifinais E/F
Os três primeiros de cada qualificatória qualificaram para a final "E".

#### Semifinal E/F 1
| Pos. | Remador            | País            | Tempo    | Notas |
| ---- | ------------------ | --------------- | -------- | ----- |
| 1    | Jaruwat Saensuk    | THA Tailândia   | 7:54.38  | FE    |
| 2    | Mohamed Taieb      | TUN Tunísia     | 8:02.05  | FE    |
| 3    | Luigi Teilemb      | VAN Vanuatu     | 8:19.15  | FE    |
| 4    | Vladislav Yakovlev | KAZ Cazaquistão | 11:45.22 | FF    |

#### Semifinal E/F 2
| Pos. | Remador                  | País          | Tempo   | Notas |
| ---- | ------------------------ | ------------- | ------- | ----- |
| 1    | Andrew Peebles           | ZIM Zimbabwe  | 7:45.20 | FE    |
| 2    | Jakson Vicent Monasterio | VEN Venezuela | 7:50.56 | FE    |
| 3    | Bryan Sola Zambrano      | ECU Equador   | 7:52.86 | FE    |
| 4    | Al-Hussein Gambour       | LBA Líbia     | 8:13.17 | FF    |

### Finais

#### Final F
| Pos. | Remador            | País            | Tempo   | Notas |
| ---- | ------------------ | --------------- | ------- | ----- |
| 1    | Vladislav Yakovlev | KAZ Cazaquistão | 7:21.61 |       |
| 2    | Al-Hussein Gambour | LBA Líbia       | 7:41.77 |       |

#### Final E
| Pos. | Remador                  | País          | Tempo   | Notas |
| ---- | ------------------------ | ------------- | ------- | ----- |
| 1    | Andrew Peebles           | ZIM Zimbabwe  | 7:43.98 |       |
| 2    | Jaruwat Saensuk          | THA Tailândia | 7:49.86 |       |
| 3    | Mohamed Taieb            | TUN Tunísia   | 7:53.36 |       |
| 4    | Bryan Sola Zambrano      | ECU Equador   | 7:53.54 |       |
| 5    | Jakson Vicent Monasterio | VEN Venezuela | 7:57.83 |       |
| 6    | Luigi Teilemb            | VAN Vanuatu   | 8:24.67 |       |

#### Final D
| Pos. | Remador                   | País            | Tempo   | Notas |
| ---- | ------------------------- | --------------- | ------- | ----- |
| 1    | Armandas Kelmelis         | LTU Lituânia    | 7:00.72 |       |
| 2    | Renzo León García         | PER Peru        | 7:02.28 |       |
| 3    | Mohammed Jasim Al-Khafaji | IRQ Iraque      | 7:03.73 |       |
| 4    | Shakhboz Kholmirzayev     | UZB Uzbequistão | 7:04.78 |       |
| 5    | Sid Ali Boudina           | ALG Argélia     | 7:06.64 |       |
| 6    | Arturo Rivarola           | PAR Paraguai    | 7:18.34 |       |

#### Final C
| Pos. | Remador                   | País              | Tempo   | Notas |
| ---- | ------------------------- | ----------------- | ------- | ----- |
| 1    | Dattu Baban Bhokanal      | IND Índia         | 6:54.96 |       |
| 2    | Bendegúz Pétervári-Molnár | HUN Hungria       | 6:57.75 |       |
| 3    | Brian Rosso               | ARG Argentina     | 6:58.58 |       |
| 4    | Memo                      | INA Indonésia     | 6:59.44 |       |
| 5    | Kim Dong-yong             | KOR Coreia do Sul | 6:59.72 |       |
| 6    | Jhonatan Esquivel         | URU Uruguai       | 7:13.65 |       |

#### Final B
| Pos. | Remador                  | País             | Tempo   | Notas |
| ---- | ------------------------ | ---------------- | ------- | ----- |
| 1    | Natan Węgrzycki-Szymczyk | POL Polônia      | 6:47.95 |       |
| 2    | Juan Carlos Cabrera      | MEX México       | 6:50.02 |       |
| 3    | Rhys Grant               | AUS Austrália    | 6:51.90 |       |
| 4    | Abdelkhalek El-Banna     | EGY Egito        | 6:54.94 |       |
| 5    | Nils Jakob Hoff          | NOR Noruega      | 7:02.66 |       |
| 6    | Alan Campbell            | GBR Grã-Bretanha | DNS     |       |

#### Final A
| Pos.              | Remador                  | País                | Tempo   | Notas            |
| ----------------- | ------------------------ | ------------------- | ------- | ---------------- |
| Medalha de ouro   | Mahé Drysdale            | NZL Nova Zelândia   | 6:41.34 | Recorde olímpico |
| Medalha de prata  | Damir Martin             | CRO Croácia         | 6:41.34 |                  |
| Medalha de bronze | Ondřej Synek             | CZE República Checa | 6:44.10 |                  |
| 4                 | Hannes Obreno            | BEL Bélgica         | 6:47.42 |                  |
| 5                 | Stanislau Shcharbachenia | BLR Bielorrússia    | 6:48.78 |                  |
| 6                 | Ángel Fournier           | CUB Cuba            | 6:55.90 |                  |

## Controvérsias
A conclusão da final "A" foi muito disputada, com o título olímpico atribuído a Mahé Drysdale (Nova Zelândia) depois da análise do photo finish contra o croata Damir Martin. O Comitê Olímpico Croata contestou a análise do photo finish, pedindo ao Comité Olímpico Internacional e à Federação Internacional de Sociedades de Remo uma análise independente por peritos a todo o vídeo da regata e ao photo finish.